# Gran Premio motociclistico della Repubblica Ceca
Il Gran Premio motociclistico della Repubblica Ceca è una delle prove che compongono il motomondiale.

## Storia
Nato nel 1950, la sua prima edizione valevole per il motomondiale risale al 1965, naturalmente come "Gran Premio della Cecoslovacchia" essendo le due nazioni a quel tempo ancora unite, e si disputava su un circuito stradale di una lunghezza molto elevata e con un notevole grado di pericolosità.
Proprio la mancanza di sicurezza fece interrompere la competizione iridata dal 1982 (tra il 1983 e il 1986, però, vi corse il campionato Europeo, e nel 1984 il Mondiale TT F2) fino all'approntamento di un nuovo percorso maggiormente idoneo. Oggi si corre sul circuito di Brno nelle vicinanze della località omonima. Questo Gran Premio fa nuovamente parte del calendario del mondiale ininterrottamente dal 1987, fatta salva l'interruzione del 1992, anno della scissione dalla Slovacchia.
Nel 2021, a causa del mancato sostegno economico nei confronti del circuito di Brno, la direzione dell'autodromo ha preso la decisione di rescindere il contratto con il Motomondiale, ponendo fine al Gran Premio della Repubblica Ceca.                                                                     Il 28 agosto 2024 la MotoGP annuncia il ritorno in calendario del Gran Premio della Repubblica Ceca dal 2025.

## Primati

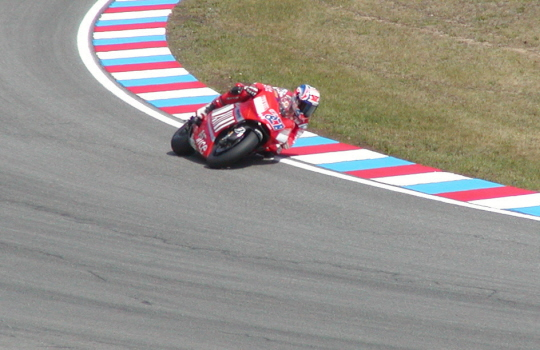
Casey Stoner durante l'edizione del 2007

Valentino Rossi qui ha ottenuto nel 1996 la sua prima vittoria nel motomondiale  e l'anno successivo ha conquistato il suo primo titolo iridato nella classe 125, in questo circuito ha ottenuto sette vittorie 1996-1999-2001-2003-2005-2008-2009 in tutte le categorie di moto con cui vi ha corso (classe 125, classe 250, classe 500 e MotoGP).
Questo evento è stato premiato dall'IRTA (associazione delle squadre che partecipano al motomondiale) nel 1999, 2004, e 2007 come miglior Gran Premio dell'anno, solo il Gran Premio motociclistico d'Italia che si è svolto sul circuito del Mugello ha ottenuto più successi (4), mentre il Gran Premio motociclistico della Comunità Valenciana che si corre sul circuito di Valencia è anch'esso a tre successi in questa classifica.

## Albo d'oro del Gran Premio

### Con denominazione Gran Premio della Cecoslovacchia
(su sfondo rosa le edizioni non valide per il motomondiale)
| Anno | Circuito | classe 125          | classe 175        | classe 250        | classe 350         | classe 500        | classe sidecar      | Resoconto |
| ---- | -------- | ------------------- | ----------------- | ----------------- | ------------------ | ----------------- | ------------------- | --------- |
| 1950 | Brno     |                     |                   | Josef Vejvoda     | Antonín Vitvar     | Antonín Vitvar    |                     | Resoconto |
| 1951 | Brno     |                     |                   | František Bartoš  | Zdenek Kost        | Antonín Vitvar    |                     | Resoconto |
| 1952 | Brno     | Bernhard Petruschke |                   | František Bartoš  | František Bartoš   | Antonín Vitvar    |                     | Resoconto |
| 1954 | Brno     | František Bartoš    |                   | František Šťastný | Leonhard Faßl      | Gustav Havel      |                     | Resoconto |
| 1955 | Brno     | Václav Parus        |                   | Horst Kassner     | Hans Baltisberger  | Keith Campbell    |                     | Resoconto |
| 1956 | Brno     | František Bartoš    |                   | Horst Kassner     | František Šťastný  | Gerold Klinger    |                     | Resoconto |
| 1957 | Brno     | Ernst Degner        | Karel Bojer       | Helmut Hallmeier  | Helmut Hallmeier   | Gerold Klinger    |                     | Resoconto |
| 1958 | Brno     | Ernst Degner        | František Srna    | František Bartoš  | František Šťastný  | Dickie Dale       | Camathias-Kassner   | Resoconto |
| 1959 | Brno     | Ernst Degner        |                   | František Srna    | František Šťastný  | Eric Hinton       | Camathias-Cecco     | Resoconto |
| 1960 | Brno     | Ernst Degner        | Karel Bojer       | František Šťastný | František Šťastný  | Gary Hocking      | Camathias-Föll      | Resoconto |
| 1961 | Brno     | Jim Redman          | František Boček   | Jim Redman        | František Šťastný  | Rudolf Thalhammer |                     | Resoconto |
| 1962 | Brno     | László Szabó        | Vaclav Parus      | Stanislav Malina  | Jim Redman         | František Šťastný |                     | Resoconto |
| 1963 | Brno     | Luigi Taveri        |                   | Stanislav Malina  | Gustav Havel       | Gustav Havel      |                     | Resoconto |
| 1964 | Brno     | Luigi Taveri        |                   | Heinz Rosner      | Stanislav Malina   |                   |                     | Resoconto |
| Anno | Circuito | Classe 50           | Classe 125        | Classe 250        | Classe 350         | Classe 500        | Classe sidecar      | Resoconto |
| 1965 | Brno     |                     | Frank Perris      | Phil Read         | Jim Redman         | Mike Hailwood     |                     | Resoconto |
| 1966 | Brno     |                     | Luigi Taveri      | Mike Hailwood     | Mike Hailwood      | Mike Hailwood     |                     | Resoconto |
| 1967 | Brno     |                     | Bill Ivy          | Phil Read         | Mike Hailwood      | Mike Hailwood     |                     | Resoconto |
| 1968 | Brno     |                     | Phil Read         | Phil Read         | Giacomo Agostini   | Giacomo Agostini  |                     | Resoconto |
| 1969 | Brno     | Paul Lodewijkx      | Dave Simmonds     | Renzo Pasolini    | Giacomo Agostini   | Giacomo Agostini  |                     | Resoconto |
| 1970 | Brno     | Aalt Toersen        | Gilberto Parlotti | Kel Carruthers    | Giacomo Agostini   |                   | Enders-Engelhardt   | Resoconto |
| 1971 | Brno     | Barry Sheene        | Ángel Nieto       | János Drapál      | Jarno Saarinen     |                   | Schauzu-Kalauch     | Resoconto |
| 1972 | Brno     |                     | Börje Jansson     | Jarno Saarinen    | Jarno Saarinen     | Giacomo Agostini  | Enders-Engelhardt   | Resoconto |
| 1973 | Brno     |                     | Otello Buscherini | Dieter Braun      | Teuvo Länsivuori   | Giacomo Agostini  | Enders-Engelhardt   | Resoconto |
| 1974 | Brno     | Henk van Kessel     | Kent Andersson    | Walter Villa      |                    | Phil Read         | Schwärzel-Kleis     | Resoconto |
| 1975 | Brno     |                     | Leif Gustafsson   | Michel Rougerie   | Otello Buscherini  | Phil Read         | Schwärzel-Huber     | Resoconto |
| 1976 | Brno     |                     |                   | Walter Villa      | Walter Villa       | John Newbold      | Schmid-J-P-Matile   | Resoconto |
| 1977 | Brno     |                     |                   | Franco Uncini     | Johnny Cecotto     | Johnny Cecotto    | Steinhausen-Kalauch | Resoconto |
| 1978 | Brno     | Ricardo Tormo       |                   | Kork Ballington   | Kork Ballington    |                   | Michel-Collins      | Resoconto |
| 1979 | Brno     |                     | Guy Bertin        | Kork Ballington   | Jon Ekerold        |                   | Biland-Waltisperg   | Resoconto |
| 1980 | Brno     |                     | Guy Bertin        | Anton Mang        | Anton Mang         |                   | Biland-Waltisperg   | Resoconto |
| 1981 | Brno     | Theo Timmer         |                   | Anton Mang        | Anton Mang         |                   | Biland-Waltisperg   | Resoconto |
| 1982 | Brno     |                     | Eugenio Lazzarini | Carlos Lavado     | Didier de Radiguès |                   | Michel-Burkhard     | Resoconto |

| Anno | Circuito | Classe 80         | Classe 125          | Classe 250       | Classe 500      | Classe sidecar    | Resoconto |
| ---- | -------- | ----------------- | ------------------- | ---------------- | --------------- | ----------------- | --------- |
| 1983 | Brno     | Hubert Abold      | Hans Müller         | Carlos Cardús    | Gustav Reiner   | Stropek-Demling   | Resoconto |
| 1984 | Brno     | Gerd Kafka        |                     | Siegfried Minich | Massimo Messere | Progin-Hunziker   | Resoconto |
| 1985 | Brno     | Rainer Kunz       | Paul Bordes         | Massimo Matteoni | Mile Pajic      | Wrathall-Chapman  | Resoconto |
| 1986 | Brno     | Bruno Casanova    | Thierry Feuz        | Hans Lindner     | Manfred Fischer | Kumagaya-Makiuchi | Resoconto |
| 1987 | Brno     | Stefan Dörflinger | Fausto Gresini      | Anton Mang       | Wayne Gardner   | Biland-Waltisperg | Resoconto |
| 1988 | Brno     | Jorge Martínez    | Jorge Martínez      | Juan Garriga     | Wayne Gardner   | Webster-Simmons   | Resoconto |
| 1989 | Brno     | Herri Torrontegui | Àlex Crivillé       | Reinhold Roth    | Kevin Schwantz  | Streuer-de Haas   | Resoconto |
| 1990 | Brno     |                   | Hans Spaan          | Carlos Cardús    | Wayne Rainey    | Michel-Birchall   | Resoconto |
| 1991 | Brno     |                   | Alessandro Gramigni | Helmut Bradl     | Wayne Rainey    | Biland-Waltisperg | Resoconto |

### Con denominazione Gran Premio della Repubblica Ceca
| Anno | Circuito | Classe 125      | Classe 250     | Classe 500     | Classe sidecar    | Thunderbike Trophy | Resoconto |
| ---- | -------- | --------------- | -------------- | -------------- | ----------------- | ------------------ | --------- |
| 1993 | Brno     | Kazuto Sakata   | Loris Reggiani | Wayne Rainey   | Biland-Waltisperg |                    | Resoconto |
| 1994 | Brno     | Kazuto Sakata   | Max Biaggi     | Michael Doohan | Biland-Waltisperg |                    | Resoconto |
| 1995 | Brno     | Kazuto Sakata   | Max Biaggi     | Luca Cadalora  | Biland-Waltisperg | Udo Mark           | Resoconto |
| 1996 | Brno     | Valentino Rossi | Max Biaggi     | Àlex Crivillé  | Biland-Waltisperg | William Costes     | Resoconto |
| 1997 | Brno     | Noboru Ueda     | Max Biaggi     | Michael Doohan | Webster-James     |                    | Resoconto |

| Anno | Circuito | Classe 125            | Classe 250       | Classe 500       | Resoconto |
| ---- | -------- | --------------------- | ---------------- | ---------------- | --------- |
| 1998 | Brno     | Marco Melandri        | Tetsuya Harada   | Max Biaggi       | Resoconto |
| 1999 | Brno     | Marco Melandri        | Valentino Rossi  | Tadayuki Okada   | Resoconto |
| 2000 | Brno     | Roberto Locatelli     | Shin'ya Nakano   | Max Biaggi       | Resoconto |
| 2001 | Brno     | Toni Elías            | Tetsuya Harada   | Valentino Rossi  | Resoconto |
| Anno | Circuito | Classe 125            | Classe 250       | MotoGP           | Resoconto |
| 2002 | Brno     | Lucio Cecchinello     | Marco Melandri   | Max Biaggi       | Resoconto |
| 2003 | Brno     | Daniel Pedrosa        | Randy de Puniet  | Valentino Rossi  | Resoconto |
| 2004 | Brno     | Jorge Lorenzo         | Sebastián Porto  | Sete Gibernau    | Resoconto |
| 2005 | Brno     | Thomas Lüthi          | Daniel Pedrosa   | Valentino Rossi  | Resoconto |
| 2006 | Brno     | Álvaro Bautista       | Jorge Lorenzo    | Loris Capirossi  | Resoconto |
| 2007 | Brno     | Héctor Faubel         | Jorge Lorenzo    | Casey Stoner     | Resoconto |
| 2008 | Brno     | Stefan Bradl          | Alex Debón       | Valentino Rossi  | Resoconto |
| 2009 | Brno     | Nicolás Terol         | Marco Simoncelli | Valentino Rossi  | Resoconto |
| Anno | Circuito | Classe 125            | Moto2            | MotoGP           | Resoconto |
| 2010 | Brno     | Nicolás Terol         | Toni Elías       | Jorge Lorenzo    | Resoconto |
| 2011 | Brno     | Sandro Cortese        | Andrea Iannone   | Casey Stoner     | Resoconto |
| Anno | Circuito | Moto3                 | Moto2            | MotoGP           | Resoconto |
| 2012 | Brno     | Jonas Folger          | Marc Márquez     | Daniel Pedrosa   | Resoconto |
| 2013 | Brno     | Luis Salom            | Mika Kallio      | Marc Márquez     | Resoconto |
| 2014 | Brno     | Alexis Masbou         | Esteve Rabat     | Daniel Pedrosa   | Resoconto |
| 2015 | Brno     | Niccolò Antonelli     | Johann Zarco     | Jorge Lorenzo    | Resoconto |
| 2016 | Brno     | John McPhee           | Jonas Folger     | Cal Crutchlow    | Resoconto |
| 2017 | Brno     | Joan Mir              | Thomas Lüthi     | Marc Márquez     | Resoconto |
| 2018 | Brno     | Fabio Di Giannantonio | Miguel Oliveira  | Andrea Dovizioso | Resoconto |
| 2019 | Brno     | Arón Canet            | Álex Márquez     | Marc Márquez     | Resoconto |
| 2020 | Brno     | Dennis Foggia         | Enea Bastianini  | Brad Binder      | Resoconto |
| 2025 | Brno     | José Antonio Rueda    | Joe Roberts      | Marc Márquez     | Resoconto |